# Lac de Bastan du Milieu
Le lac de Bastan du Milieu est un lac de la chaîne de montagne des Pyrénées françaises situé dans le département des Hautes-Pyrénées de la région Occitanie.
Le lac a une superficie de 4,8 ha pour une altitude de 2 215 m, il atteint une profondeur de 7 m .

## Géographie
Le lac se trouve sur le territoire de la commune de Vielle-Aure,.

### Topographie
| Lacs de Bastanet : (supérieur et inférieur) | Col de Bastanet (2 509 m) Lac de Bastan supérieur | Pic de Bastan d'Aulon (2 721 m)           |
| cost Goulière Vallon de Bastan              | lac de Bastan du Milieu                           | Pichaley (2 626 m)                        |
| cost Goulière Vallon de Bastan              | Lac de Bastan inférieur                           | Montarrouyes (domaine skiable d'Espiaube) |

### Hydrographie
Le lac a pour émissaire le Ruisseau de Bastan (Neste de Couplan).

### Géologie
Le lac de Bastan supérieur, le lac de Bastan du Milieu et le lac de Bastan inférieur sont des lacs glaciaires qui forment des lacs à chapelet.
À l'Éocène vers −40 Ma se forme la chaîne des Pyrénées à la suite de la remontée vers le nord de la plaque africaine qui entraîne avec elle la plaque ibérique. Cette dernière glisse alors sous la plaque eurasiatique située plus au nord, ce qui entraîne le plissement, le relèvement et le charriage des couches géologiques de la croûte terrestre,.
À partir du Pliocène puis surtout du Pléistocène, de −5 Ma à −10 000 ans, un refroidissement général du climat entraîne la formation de glaciers et d'une érosion glaciaire (vallées, cirques, moraines, ombilics, etc) dans toute la chaîne des Pyrénées.
Depuis l'Holocène, à partir de −10 000 ans, un redoux climatique entraîne la disparition des glaciers et la formation dans leur sillage de nombreux lacs glaciaires qui sont de deux sortes, :
- le lac de verrou qui se forme dans un ombilic glaciaire formant un creux naturel et terminé par un verrou glaciaire rocheux.
- le lac de moraine qui se forme derrière une moraine agissant comme un barrage naturel.

## Faune et flore
Présence de la truite fario, de la truite arc-en-ciel et du vairon dans le lac.
Les berges sont parsemées de pins à crochets (Pinus uncinata).

## Protection environnementale
Le lac fait partie d'une zone naturelle protégée, classée ZNIEFF de type 1 et de type 2.